# Treemonisha

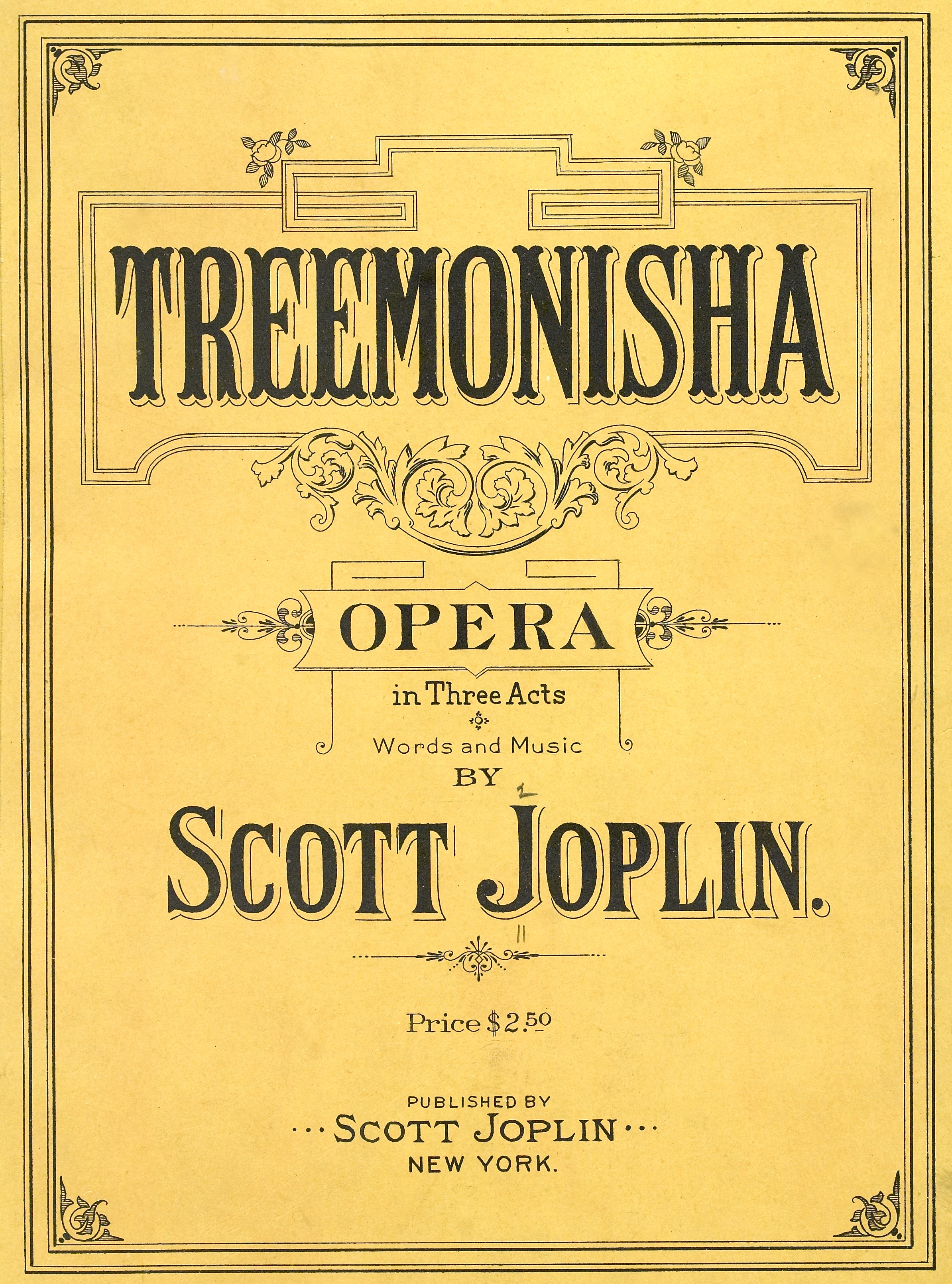
Couverture de la partition de l'opéra Treemonisha de Scott Joplin

Treemonisha est un opéra de Scott Joplin écrit en 1911.

## Argument
L’histoire montre Treemonisha, la seule femme afro-américaine instruite du village, qui dirige les villageois hors de l’ignorance. La morale de Joplin est que voyant les problèmes des communautés afro-américaines il croyait que l’égalité raciale viendrait avec l’éducation. On pourra faire l'analogie de Treemonisha avec la Flûte enchantée de Mozart dans lequel la connaissance et la sagesse de Zarastro sont opposées à l'obscurantisme de la Reine de la nuit : ici, une centaine d'années après Mozart, c'est aussi l'éducation qui est opposée à la superstition et à l'obscurantisme.

## Musique
La partition de cet opéra en trois actes a été publiée dans l'American Musician and Art Journal avec une critique assez importante. L'air final de l'acte 2 Aunt Dinah has blown the horn fut un succès discographique parmi les musiques de variété. Treemonisha n'est pas un opéra ragtime bien que certains airs en soient. Il a de nombreux accents romantiques inspirés par la musique européenne de l'époque. Les chœurs de Treemonisha sont d'excellente facture et montrent que Scott Joplin en maîtrisait parfaitement l'écriture.

## Représentations
Treemonisha fut un échec pour Scott Joplin car les Noirs n'allaient pas à l'opéra et les blancs ne voulaient pas aller voir un opéra écrit pour les Noirs. Sa fille réussit à le faire enfin monter, en 1972 pour la première fois au Morehouse College à Atlanta. Cet opéra fut joué avec un certain succès. Il a été gravé sur disque puis sur CD. Une vidéo  de cette première représentation est disponible sur Youtube.
Une interprétation de Treemonisha fut recréée à Paris par la Compagnie Lester McNutt en 2005 au Théâtre Darius Milhaud et repris au même théâtre l'année suivante. La Compagnie donna trois représentations exceptionnelles à la Salle Adyar en 2008.
Il a été re-monté au Châtelet en 2010 (nombreux extraits sur Youtube).
En 2013, le réalisateur argentin Nicolás Isasi, en tant que thèse de fin d'études du Théâtre Colón de Buenos Aires, a fait la première en Argentine de Treemonisha au Théâtre Empire avec une équipe de 60 jeunes artistes argentins, brésiliens et chiliens. La première a été un énorme succès et à l'occasion de la célébration du 90e anniversaire du maestro Constantino Juri, une représentation spéciale a été organisée en son honneur,,.

## Discographie
- 2 CD Deutsche Gramophone STEREO-435709-2. Houston Grand Opera Orchestra - Gunther Schuller.
- 2 CD avec livre de 100 pages. Orchestration « historiquement authentique » d'après Rick Benjamin. The Paragon Ragtime Orchestra - Rick Benjamin. New World STEREO-80720-2 2011 Anthology of Recorder Music, Canada